# Glioksalazni sistem
Glioksalazni sistem je skup enzima koji sprovode detoksifikaciju metilglioksala i drugih reaktivnih aldehida koji se formiraju u okviru normalnog metabolizma. Ovaj sistem je izučavan kod bakterija i eukariota.
Detoksifikacija se ostvaruje pomoću sekvence dejstava dva enzima zavisna od tiola; prvo glioksalaze І, koja katalizuje izomerizaciju spontano formiranog hemitioacetala od GSH i 2-oksoaldehida (kao što je metilglioksal) u S-2-hidroksiacilglutation. Zatim glioksalaza ІІ hidrolizuje te tiolne estere i u slučaju metilglioksalnog katabolizma, proizvodi D-laktat i GSH iz S-D-laktoil-glutationa.
Ovaj ne sistem ispoljava mnoga od tipičnih svojstava enzima kojima se uklanjaju endogeni toksini. Prvo, za razliku od izuzetnog supstratnog opsega mnogih enzima koji učestvuju u ksenobiotskom metabolizmu, on ima usku supstratnu specifičnost. Drugo, intracelularni tioli su neophodni kao deo ćelijskog enzimatskog mehanizma, i treće, ovaj sistem deluje tako što reciklira reaktivne metabolite nazad u oblik koji je podesan za ćelijski metabolizam.